# Границя (Кросненський повіт)
Границя (пол. Granica) — колишнє лемківське село гміни Дукля у кросненському повіті Підкарпатського воєводства Польщі.
Сьогодні не існує.